# Trichomma

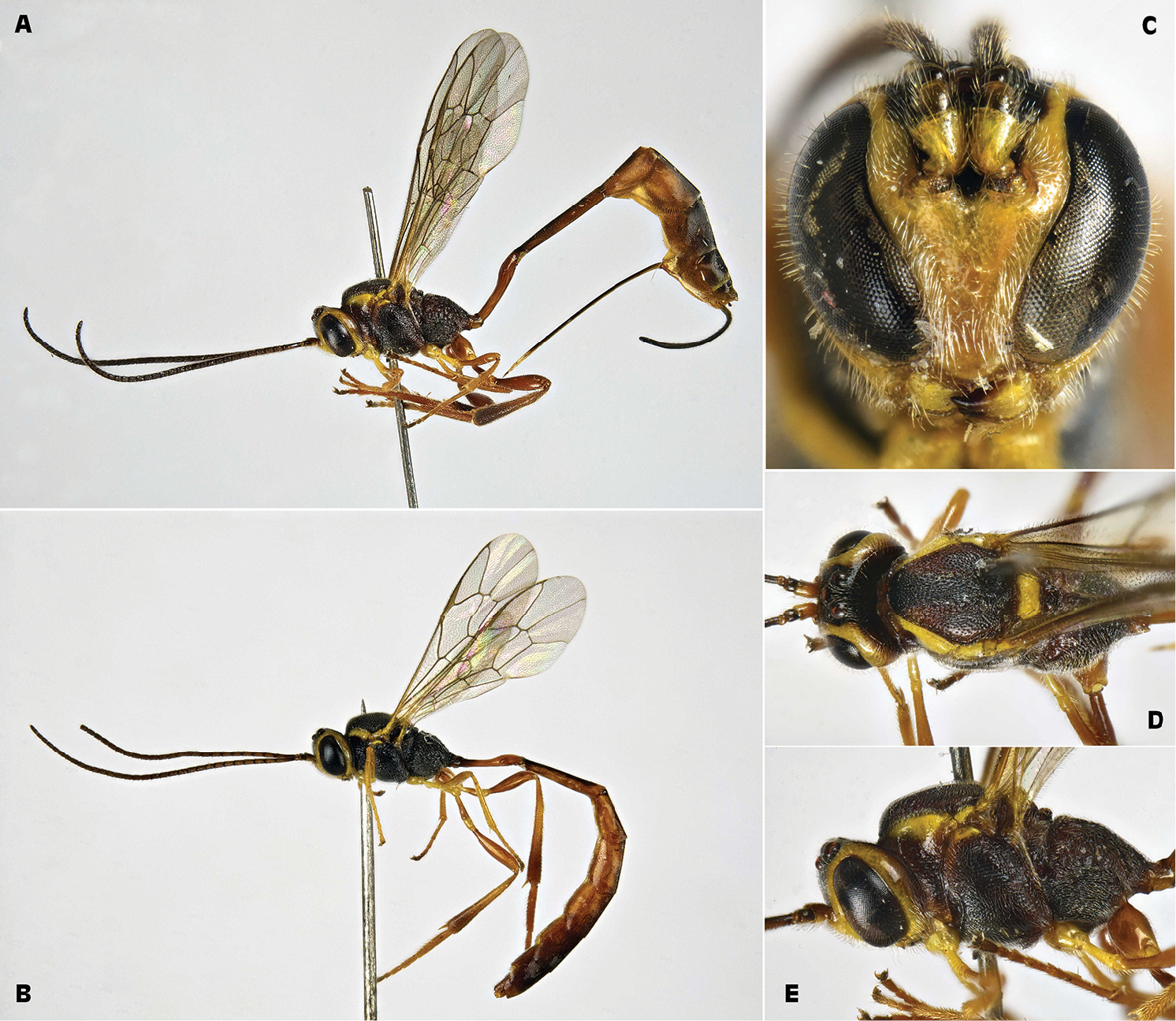
Trichomma enecator

Trichomma is een geslacht van insecten uit de orde vliesvleugeligen (Hymenoptera) en de familie Ichneumonidae.

## Soorten
- T. albicoxum Morley, 1913
- T. atrum Dasch, 1984
- T. babai Uchida, 1958
- T. batistai Gauld & Bradshaw, 1997
- T. biroi (Szepligeti, 1906)
- T. clavipes Krieger, 1904
- T. cnaphalocrocis Uchida, 1928
- T. conjunctum Wang, 1997
- T. cornula Wang, 1985
- T. cheesmanae Gauld, 1978
- T. decorum (Cameron, 1897)
- T. dioryctri Gauld, 1976
- T. enecator (Rossi, 1790)
- T. fujianense Wang, 1985
- T. fulvidens Wesmael, 1849
- T. fumeum Dasch, 1984
- T. guilinense Wang, 1985
- T. insulare (Szepligeti, 1910)
- T. intermedium Krieger, 1904
- T. koreanum Lee & Kim, 1983
- T. lepidum Wang, 1988
- T. maceratum (Cresson, 1879)
- T. nigricans Cameron, 1905
- T. occisor Habermehl, 1909
- T. pacificum Gauld, 1978
- T. politum Dasch, 1984
- T. reticulatum Davis, 1898
- T. shennongicum Wang, 1985
- T. spatia Wang, 1997
- T. subnigricans Wang, 1985
- T. tambourinum Gauld, 1976
- T. yunnanicum Wang, 1985